# H.a.n.d.
H.a.n.d. Inc. (ハ・ン・ド?, Ha.n.do) è una ditta sviluppatrice di videogiochi giapponese, fondata nel 1993, con sede a Sapporo.

## Lista di videogiochi
- One Piece: Pirates' Carnival (2005)
- Final Fantasy Fables: Chocobo Tales (2006)
- Tamagotchi: Party On! (2007)
- Ape Escape: SaruSaru Big Mission (2007)
- Oishiku Kiwameru Gourmet DS (2007)
- Final Fantasy Fables: Chocobo's Dungeon (2007)
- Hana to Taiyou to Ame to (2008)
- Family Trainer (2008)
- Flower, Sun, and Rain: Unending Paradise (2008)
- Harvest Moon: My Little Shop (2009)
- Kingdom Hearts 358/2 Days (2009)[1]
- Mr. Brain (2009)
- Puyo Puyo 7 (2009)
- Kingdom Hearts Re:coded (2010)
- Megaton Musashi (2024)